# Tangana
Tangana is een geslacht van rechtvleugeligen uit de familie veldsprinkhanen (Acrididae). De wetenschappelijke naam van dit geslacht is voor het eerst geldig gepubliceerd in 1929 door Ramme.

## Soorten
Het geslacht Tangana  is monotypisch en omvat slechts de volgende soort:
- Tangana asymmetrica (Ramme, 1929)